# Hey du!
Hey du! ist ein Lied des deutschen Rappers Sido, das am 16. Oktober 2009 als erste Single seines vierten Studio-Albums Aggro Berlin erschien. Das Lied befasst sich mit Sidos eigener Jugend und brachte dabei erstmals öffentlich dessen Geburt und Kindheit in der Deutschen Demokratischen Republik zu Tage. Der Refrain des Liedes ist der ersten Strophe von Marias Lied aus dem Musical Linie 1 entliehen, in dem diese von Ilona Schulz gesungen wird. Die Single erreichte in Deutschland Platz 4 der Singlecharts. 2010 wurde Hey Du! mit einem Echo Pop in der Kategorie Bestes Video und einem Comet in der Kategorie Bester Song ausgezeichnet.

## Hintergrund
In Hey du! thematisierte Sido erstmal öffentlich seine Herkunft aus Ost-Berlin. Sido war demnach 1980 in Berlin-Prenzlauer Berg geboren worden und in der damaligen Deutschen Demokratischen Republik aufgewachsen. Ein halbes Jahr vor dem Fall der Berliner Mauer reiste er gemeinsam mit seiner Mutter in die Bundesrepublik Deutschland aus und zog mit dieser anschließend in ein Asylantenheim in Berlin-Wedding.
Mit der Idee, Marias Lied aus dem Musical Linie 1 zu einem eigenen Lied zu verarbeiten, sah Sido seine Herkunft entsprechend dem Liedtext als das notwendige Stück unerzählter Vergangenheit. Bis dato hatte Sido seine DDR-Vergangenheit während seines bisherigen Karriereverlaufs nicht bloß unthematisiert gelassen, sondern war gerade während der Anfangszeit seiner Karriere in der bei Aggro Berlin unter Vertrag stehenden Hip-Hop-Formation Alles ist die Sekte durch Lieder wie Westberlin tief in der Westberliner Rapszene verwurzelt gewesen. In Interviews gab Sido später an, auf Grund dessen und wegen negativer Kindheitserfahrungen sah er die Möglichkeit zur Bekanntmachung seiner Vergangenheit damals nicht gegeben. Selbst seine damalige Lebensgefährtin, die ebenfalls in der DDR geborene Sängerin Doreen, habe demnach erst mit Entstehung des Liedes von Sidos Herkunft erfahren.
Die Veröffentlichung der Single Hey du! ereignete sich wenige Wochen vor dem 20-jährigen Jubiläum des Mauerfalls. Sido betonte in Interviews, dass die Veröffentlichung nicht bewusst nahe an den Jahrestag gelegt worden war.

## Inhalt
Die erste Strophe des Liedes stellt Sidos Jugend in der DDR sowie die Ausreise nach Westberlin dar. Die Strophe mündet dabei in Sidos Entscheidung, seine Ostvergangenheit zu verheimlichen und enthält zuvor Bezüge auf die Pionierorganisation Ernst Thälmann sowie das Ministerium für Staatssicherheit.
Die zweite Strophe befasst sich mit Sidos Umzug in das Märkische Viertel und den sozialen Schwierigkeiten, mit denen er und sein Umfeld, aus welchem explizit sein Rapperkollege und damaliger Kollaborationspartner B-Tight genannt wird, zu kämpfen hatten, ehe ihm der Aufstieg zum kommerziell erfolgreichen Musiker gelang.

## Produktion
Das Lied wurde von Djorkaeff und Beatzarre produziert.

## Titelliste
Single
1. Hey du! 4:12
2. Hollywood 4:35

## Rezeption

### Kommerzieller Erfolg
In Deutschland erreichte Hey du! Platz 4 der deutschen Single-Charts und konnte sich in diesen für insgesamt 16 Wochen halten. Sido erzielte somit seinen bis dato höchsten Charteinstieg. Mit Mein Block und Nein! hatten sich zudem zuvor nur zwei Singles länger in den deutschen Charts halten können. Weniger als ein Jahr später löste Der Himmel soll warten, das bis auf Platz 2 vordrang, Hey du! als höchstplatzierte Sido-Single ab. In Österreich erreichte Hey Du! Platz 12 und in der Schweiz Platz 21. In der Woche vom 30. Oktober bis zum 5. Oktober 2009 war Hey du! sowohl in Deutschland als auch in Österreich in Österreich die höchstplatzierte deutschsprachige Single.
| ChartsChartplatzierungen | Höchstplatzierung | Wochen |
| ------------------------ | ----------------- | ------ |
| Deutschland (GfK)        | 4 (16 Wo.)        | 16     |
| Österreich (Ö3)          | 12 (14 Wo.)       | 14     |
| Schweiz (IFPI)           | 21 (11 Wo.)       | 11     |

### Coverversion
Die Beatsteaks haben den Song Marias Lied aus dem Musical Linie 1, aus dem der Refrain für das Lied von Sido stammt, bereits im Jahr 2002 für ihre Wohnzimmer-EP sowie im Jahr 2008 für ihr Live-Album Kanonen auf Spatzen während eines Konzerts in St. Gallen gecovert.

### Kritik
Das E-Zine laut.de schrieb in ihrer Rezension des Albums Aggro Berlin „"Hey Du!" berichtet aus unsteten Kindertagen, in einer Offenheit, die überrumpelt. Sidos Ehrlichkeit entwaffnet derart, dass man die aufgesetzte Berlinerei in der beim Musical "Linie 1" entliehenen Hookline kaum noch übel nimmt.“

### Kritikerpreise
Hey Du wurde mit mehreren Kritikerpreisen ausgezeichnet. 2010 gewann der Titel den Comet in der Kategorie "Bester Song". Im selben Jahr wurde er außerdem mit dem Echo für das "Beste Video" ausgezeichnet. Bei Entgegennahme des Preises äußerte Sido Zweifel an der tatsächlichen Qualität seines Musikvideos und befand insbesondere das mitnominierte Schwarz zu blau von Peter Fox als das bessere Musikvideo. Gleichzeitig betonte er aber den Preis auf Grund vieler vorheriger Echo-würdiger Musikvideos verdient zu haben. Wenig später gab Sido in einem Interview bekannt, dass er das Video zu dem gemeinsam mit Harris als Deine Lieblings Rapper aufgenommenen "Steh wieder auf" als sein bis dato bestes Musikvideo betrachten würde.
Es war Sidos erste Auszeichnung mit einem Echo. Im Jahre 2005 hatte Thomas D von der Hip-Hop-Gruppe Die Fantastischen Vier allerdings seine mit der Gruppe erhaltene Echoauszeichnung nachträglich an den damals aufstrebenden Rapstar Sido weitergereicht, da er diesen für den verdienteren Preisträger hielt. Insgesamt war Sido in den vorhergehenden Jahren sechs Mal erfolglos für Echo nominiert gewesen.
- Comet
  - 2010: in der Kategorie "Bester Song"

- Echo
  - 2010: in der Kategorie "Bestes Video"

## Live-Auftritte
Am 21. Oktober 2009 trat Sido mit dem Lied in der RTL-Fernsehshow Willkommen bei Mario Barth auf.
Im Rahmen von Sidos MTV-unplugged-Konzert im Jahre 2010, welches unter dem Titel MTV Unplugged Live aus’m MV veröffentlicht wurde, präsentierte Sido Hey du! gemeinsam mit dem deutschen Komiker Kurt Krömer, welcher den Refrain übernahm. Ebenfalls 2010 führten Kurt Krömer und Sido Hey du! im Rahmen von Krömers Programm Kröm de la Kröm live im Admiralspalast in Berlin auf. Der Auftritt wurde im selben Jahr auf der gleichnamigen DVD veröffentlicht.
Im Sommer 2011 begleitete Sido den Komiker Mario Barth auf Stadiontournee, in deren Rahmen er das Lied ebenfalls aufführte. Darüber hinaus ist Hey du! regelmäßiger Bestandteil seiner Live-Konzerte.